# Vyans-le-Val
Vyans-le-Val è un comune francese di 438 abitanti situato nel dipartimento dell'Alta Saona nella regione della Borgogna-Franca Contea.

## Società

### Evoluzione demografica
Abitanti censiti